# Kara Mahmud Pascha Bushatlliu

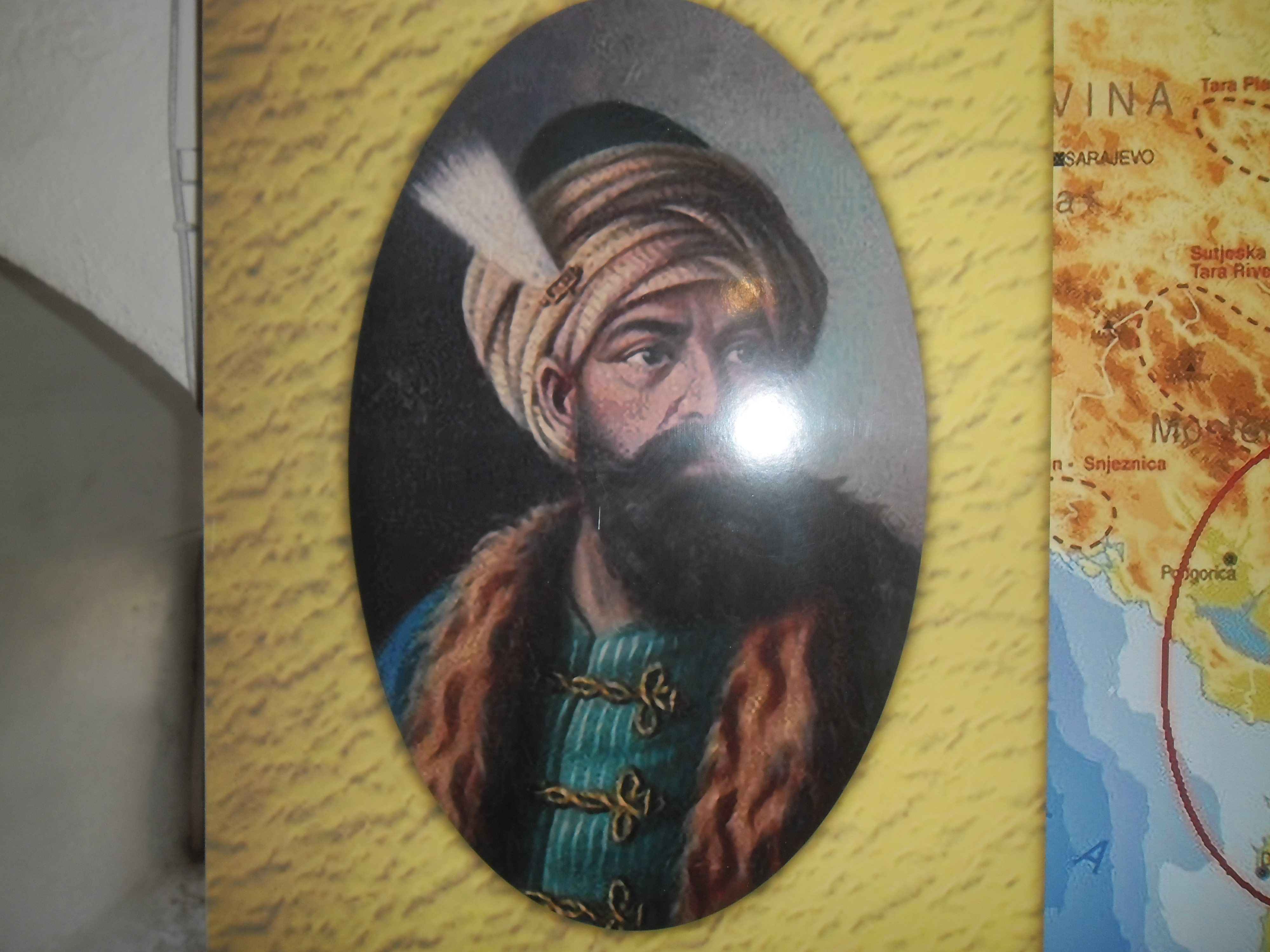

Kara Mahmud Bushatlliu, född 1749, död 22 september 1796, var en albansk pascha från släkten Bushati, son till Mehmed Pascha Bushatlliu.
Kara Mahmud Pascha styrde stora delar av norra och mellersta Albanien i nästan 20 års tid och slogs mot både osmanska och montenegrinska styrkor. Han främjade handel och under hans tid upplevde området välstånd. Han efterträddes av sin bror Ibrahim Pascha Bushatlliu under åren 1796–1809 och av sin brorson Mustafa Pascha Bushatlliu under åren 1815–1831.